# Glosses de Reichenau
El Glosarium biblicum codicis augiensis LVIII, més conegut amb el nom de Glosses de Reichenau pel nom de l'abadia on es conservà el manuscrit, és un dels glossaris medievals més importants per al coneixement del llatí del segle viii. Constitueix, a més, un indicador de les tendències romàniques, sobretot de l'idioma francès.
El nom d'Augiensis prové d'Augia Magna o Augia Dives, nom llatí de Reichenau, illa del Llac de Constança (Bodensee, en alemany).
El manuscrit més antic data del segle viii i fou redactat a l'Abadia de Corbie (Corbia), a Picardia; però únicament es conserva una còpia de segon grau a la Biblioteca de Karlsruhe, a Alemanya (Badische Landesbibliothek, Aug. perg. 248). El text estigué guardat molt de temps a l'abadia benedictina de Reichenau, la qual fou fundada per Sant Fermí en el 724 i esdevingué, durant l'època carolíngia, un important centre de cultura, com tants d'altres monestirs benedictins.
Les Glosses de Reichenau foren descobertes per A. Holtzmann el 1863 i publicades per Friedrich Diez el 1865.

## Divisió del glossari
Les Glosses de Reichenau són unes 5000 (concretament 4.877) anotacions als marges que figuren en un manuscrit del segle viii, les quals pretenen aclarir, mitjançant perífrasis o paraules més habituals, les expressions de la Bíblia Vulgata que en el segle viii ja eren inintel·ligibles per als monjos que l'havien de llegir.
El glossari disposa de clara divisió bipartida:
- Glossarium Biblicum: És la part més antiga i glossa 3152 items de la Vulgata a partir del Gènesi. Aquesta secció s'estén fins a la meitat del segon llibre dels Macabeus. Llavors fa un bot sobtat als evangelis i als Fets dels apòstols, para retornar al punt d'interrupció en els Macabeus i continuar amb els llibres de Daniel, Jonàs, Jeremies i els Salms, amb els quals conclou.
- Glossarium Alphabeticum: La segona part, més recent, exposa per orde alfabètic paraules i expressions bíbliques; a més, presenta vides de sants i altres escrits mitjançant un llenguatge quotidià, però culte.